# Св. св. Кирил и Методий (Добролево)
„Св. св. Кирил и Методий“ е православен храм във врачанското село Добролево, България, част от Врачанската епархия на Българската патриаршия.

## История
Църквата е построена в 1882 година, като замества стара паянтова постройка, разположена в двора на поп Игнат Иванов Вълов, до стария дом на рода Белмустакови. Зографията на храма е дело на дебърския майстор Велко Илиев, изпълнена в 1883 година.